# 고도역 (기후현)
고도역(일본어: 顔戸駅)은 일본 기후현 가니군 미타케정에 위치한 나고야 철도 히로미선의 철도역이다. 역 번호는 HM 08이며, 단선 승강장 1면 1선의 구조를 갖춘 지상역이다.

## 이용 현황
- 2013년 기준 : 184명

## 역 주변
- 국도 제21호선

## 역사
- 1928년 10월 1일 : 도미 철도의 역으로서 개업.
- 1943년 3월 1일 : 나고야 철도가 도미 철도를 합병.
- 1952년 3월 25일 : 무인화.

## 인접 역
| 나고야 철도 히로미선       | 나고야 철도 히로미선 | 나고야 철도 히로미선         |
| -------------------------- | -------------------- | ---------------------------- |
| HM 07 아케치 이누야마 방면 | ■ 히로미선           | 미타케구치 HM 09 미타케 방면 |